# Pływanie na Olimpiadzie Letniej 1906 – 400 m stylem dowolnym
Konkurencja pływacka 400 metrów stylem dowolnym na Olimpiadzie Letniej 1906 w Atenach odbyła się 27 kwietnia 1906. Uczestniczyło w niej 13 pływaków z 7 krajów.
Rozegrano tylko jeden wyścig, w którym rywalizowali wszyscy zawodnicy

## Wyniki
| Poz.   | Zawodnik                 | Wynik  |
| ------ | ------------------------ | ------ |
| 1.     | Otto Scheff              | 6:24,0 |
| 2.     | Henry Taylor             | 6:26,0 |
| 3.     | John Jarvis              |        |
| 4.     | Alajos Bruckner          |        |
| 5.     | Paul Radmilovic          |        |
| 6.     | Cecil Healy              |        |
| 7.-13. | Rob Derbyshire           |        |
| 7.-13. | Zoltán Tóbiás            |        |
| 7.-13. | Vasilios Leontopoulos    | DNF    |
| 7.-13. | Konstantinos Kleinias    | DNF    |
| 7.-13. | Konstantinos Panteleskos | DNF    |
| 7.-13. | Hjalmar Saxtorph         | DNF    |
| 7.-13. | Frank Bornamann          | DNF    |